# Бекфорд, Джеймс
Дже́ймс «Джим» А́ртур Бе́кфорд (англ. James «Jim» Arthur Beckford; 1 декабря 1942 — 10 мая 2022) — британский социолог религии, профессор-эмерит социологии Уорикского университета, член Британской академии.
В 1988—1989 годы был президентом Ассоциации социологии религии, а с 1999 по 2003 год — президентом Международного общества социологии религии. Председатель Руководящего комитета и заместитель председателя Совета управляющих Информационного сетевого центра религиозных движений (англ. INFORM, англ. Information Network Focus on Religious Movements).
Бекфорд известен своими книгами и статьями, посвящёнными теме новых религиозных движений и реакции общества на них. Также писал на тему религии, в частности — ислама, в среде тюремных заключённых.

## Биография
В 1965 году получил бакалавра гуманитарных наук по французским исследованиям с отличием (англ. First-class honours) в Редингском университете В 1972 году и 1985 году там же получил доктора философии (PhD) по социологии и доктора гуманитарных наук (D.Litt.) по социологии соответственно.
В 1966—1973 годах был преподавателем социологии в Редингском университете, в 1973—1978 годах — преподавателем и в 1978—1988 годах — старшим преподавателем социологии в Даремском университете, а в 1988—1989 годах был профессором социологии в Чикагском университете Лойолы.
В 1975 году Бекфорд создал Исследовательскую группу социологии религии в составе Британской социологической ассоциации, и был её главой в 1978—1983 годах. В 1982—1983 годах был ведущим исследователем по программе Фулбрайта в Калифорнийском университете в Беркли. В 1982—1986 годах Бекфорд занимал должность председателя Исследовательского комитета Международной социологической ассоциации, а в 1988—1989 годах был президентом Ассоциации социологии религии В 1994—1998 годах Бекфорд был вице-президентом Британской социологической ассоциации по издательским вопросам. В 1999—2003 годах был президентом Международного общества социологии религии.
В 1980—1987 годах Бекфорд был редактором социологического журнала Current Sociology С 1998 года является членом редакционного совета журнала British Journal of Sociology.
С 1989 года — профессор социологии, а с 2008 года — профессор-эмерит социологии Уорикского университета. Также Бекфорд был приглашённым профессором во Франции в Высшей школе социальных наук в 2001 году, и Высшей школе практических занятий в 2004 году.
Скончался 10 мая 2022 года.

## Научная деятельность
Докторская диссертация Бекфорда стала первым крупным вкладом в социологическое изучение свидетелей Иеговы и вышла в 1975 году в виде отдельной монографии под названием «Возвещатель пророчества: социологический анализ свидетелей Иеговы». Затем область его научных интересов сместилась в сторону феномена деструктивных культов и новых религиозных движений и реакции общества на них. На основе эмпирических исследований антикультового движения в Великобритании, Франции и Германии Бекфорд пришёл к выводу, что сами по себе новые религиозные движения показывают, в каком состоянии находится всё общество в целом. В дальнейшем он исследовал эту тему в своей работе «Споры о культах: общественный отклик на новые религиозные движения» (англ. Cult Controversies: Societal Responses to New Religious Movements), где выделил различные способы связей между членами и бывшими членами друг с другом и с окружающим обществом, и высказал мнение, что данные различия могут стать основой для новой модели классификации новых религиозных движений.
В 1989 году в своей работе «Религия и развитое индустриальное общество» Бекфорд исследует смежные социологические области, и призывает социологов религии выйти из замкнутого круга и обратиться к другим социологическим дисциплинам, считая, что таким образом удастся вернуть религиоведение на своё законное место.
Обращаясь к теме ислама в современном мире, Бекфорд замечает, что пренебрежительное отношение к религиозным потребностям мусульман, находящихся в тюремном заключении, как например неспособность уголовно-исполнительной системы Франции обеспечить ежедневный рацион мусульман халяльным мясом, приводит к возрастанию общественного недовольства и радикализации исламского сообщества: «Подобные вещи просачиваются за пределы мест заключения в мусульманское сообщество, которое, услышав о подобных происшествиях, начинает бурлить. Это усиливает чувство отчуждённости». Он также отметил важность Интернета для мусульманского сообщества, поскольку он является «замечательным устройством (для связи) мусульман во всём мире, особенно мусульман в диаспоре. Чем-то вроде (Facebook), способным воодушевить или сплотить общины, которые уже находятся на месте».
Автор более 150 публикаций, включающих монографии и научные статьи.
В 2008 году в честь Бекфорда вышел сборник работ его коллег под редакцией Айлин Баркер под названием «Главенство религии в жизни общества. Очерки в честь Джеймса А. Бекфорда» (англ. The Centrality of Religion in Social Life. Essays in Honour of James A. Beckford).

## Личная жизнь
Женат, имеет двух дочерей-близнецов (род 1973) и сына (род. 1975).

### Монографии
- Religious Organization (1974)
- The Trumpet of Prophecy. A Sociological Analysis of Jehovah’s Witnesses (1975)
- Cult Controversies. The Societal Response to New Religious Movements (1985)
- Religion and Advanced Industrial Society (1989)
- Religion in Prison. Equal Rites in a Multi-Faith Society (with Sophie Gilliat) Cambridge University Press, 2005. 248 p.
- Social Theory and Religion Cambridge University Press, 2003. 252 p.
- Muslims in Prison: Challenge and Change in Britain and France (2005)

### Научная редакция
- New Religious Movements and Rapid Social Change (1986, editor), published by SAGE Publications and UNESCO, ISBN 0-8039-8591-6
- The Changing Face of Religion (1989, co-editor)
- Secularization, Rationalism and Sectarianism (1999, editor)
- Challenging Religion (2003, editor)
- Theorising Religion: Classical and Contemporary Debates (2006, editor)

### Статьи
- Hampshire A. P., Beckford J. A. Religious sects and the concept of deviance: The Mormons and the Moonies // British Journal of Sociology[англ.]. 1983. Vol. 34:2. P. 208—229

## Публицистика
- «Why Britain doesn’t go to church», BBC News, 2004-02-17
- «Cults need vigilance, not alarmism» , Church Times[англ.], 2008-06-20